# Североисточни рт
Североисточни рт (дан. Nordøstrundingen) је најисточнија тачка Гренланда и Северне Америке. Налази се на на 81°26‘ сгш и 11°29‘ згд.

## Географија
Рт је смештен на обали Северног Леденог океана. Административно припада региону Туну, у оквиру области „Конг Фредерик VIII“.